# Edith Meller

Edith Meller auf einer Fotografie von Alexander Binder

Edith Karolina Meller (anhörenⓘ; * 16. September 1897 in Budapest, Österreich-Ungarn; † 18. Oktober 1953 in Berlin) war eine ungarische Schauspielerin.

## Leben
Die Tochter eines Mühlenbesitzers wuchs in Wien auf und besuchte dort eine Theaterschule. Auf Vermittlung der Frau von Leopold Berchtold erhielt sie 1916 eine Rolle in dem Bogdan Stimoff. Für diesen Film nannte sie sich noch Edith Möller. Es folgten zahlreiche weiter Rollen.
Sie war regelmäßig eine der Hauptdarstellerinnen in Produktionen, darunter Adaptionen der Romane von E. Marlitt durch die National-Film. Mehrmals fungierte Georg Jacoby als Regisseur, den sie am 20. April 1922 heiratete, doch schon am 18. April 1930 kam es zur Scheidung. Bald danach ging auch ihre Filmkarriere zu Ende.
Als Jüdin durfte sie im Dritten Reich keiner künstlerischen Beschäftigung mehr nachgehen. Laut Reichsfilmkammerunterlagen galt sie als sogenannte Volljüdin. 1936 wurde Edith Meller in Berlin Mutter einer Tochter namens Edith. Im Zweiten Weltkrieg, als die Deportationen der Juden in Deutschland im vollen Gange war, boten Jacoby und seine damalige Ehefrau Marika Rökk der Verfolgten Unterschlupf in ihrer Villa im Schwarzwald an. Diese hatte das Ehepaar wenige Jahre zuvor dem nach Amerika emigrierten Filmproduzenten Alfred Zeisler abgekauft.

## Filmografie
- 1916: Bogdan Stimoff
- 1916: Benjamin, der Schüchterne
- 1916: Die Entdeckung Deutschlands
- 1917: Die wilde Ursula
- 1917: Der feldgraue Groschen
- 1917: Der Antiquar von Straßburg
- 1918: Weißes Gold
- 1918: Das Heideprinzeßchen
- 1919: Ich lasse dich nicht
- 1920: Va banque
- 1920: Die Frau ohne Seele
- 1920: Indische Rache
- 1921: Die Geschichte des grauen Hauses, 1. Teil: Der Mord aus verschmähter Liebe
- 1921: Der Mann ohne Namen (6 Teile)
- 1921: Die Bergkatze
- 1921: Das Geheimnis der Santa Maria
- 1921: Der Graf, die Tänzerin und der Staatsanwalt
- 1922: Die Lüge eines Sommers
- 1922: Wenn die Maske fällt
- 1922: Die Schneiderkomteß
- 1922: Der bekannte Unbekannte
- 1922: Der Abenteurer
- 1923: Das Paradies im Schnee
- 1924: Komödianten des Lebens
- 1925: Husarenfieber
- 1929: Wir halten fest und treu zusammen
- 1929: Meineid